# Алфеєв Володимир Миколайович
Володимир Миколайович Алфеєв (26 квітня 1930, Умань — 10 квітня 2006, Москва) — український радянський директор Інституту нанотехнології та наноелектроніки, доктор технічних наук (з 1964 року), професор (з 1970 року), академік РАПН (з 1992 року); академік і президент Академії технологічних наук; академік Інженерної академії РФ, член Американського вакуумного товариства; член Оптичного і Фізичного товариств; головний редактор журналу «Нові високі технології»; лауреат Державної премії СРСР за 1983 рік.

## Біографія
Народився 26 квітня 1930 року в місті Умані (тепер Черкаська область) в родині військовослужбовця. В 1955 році закінчив Військову академію зв'язку, в 1957 році — Московський електротехнічний інститут.
У 1968–1974 роках — директор першого в СРСР науково-виробничого Центру кріогенних технологій «Сатурн», з 1988 року керував міжгалузевим підприємством «Сверхматрица». З лютого 1990 року і до смерті — президент Російської академії технологічних наук.
Жив у Москві на бульварі Яна Райніса, 43. Помер 10 квітня 2006 року. Похований на Троєкуровському кладовищі.

## Наукова діяльність

меморіальна дошка

Більше 12 років керував створенням багатоспектрових систем космічнного зондування та спостереження. Автор монографій по новим технологіям, більше 300 наукових праць, переважна кількість яких відзначена нагородами найбільших міжнародних виставок.
Автор відкриття нелінійних явищ при контакті надпровідників з напівпровідниками, основоположник інтегральної кріоелектроніки на базі наноструктур і технологій космічних кріогенних систем прийому наддалеких випромінювань, керівник науково-технологічного напряму створення багатоспектральних приймачів супутникового телебачення та цифрового зв'язку і систем спостереження з космосу.

## Вшанування пам'яті
В Києві, на проспекті Леся Курбаса, 2б, на фасаді ВАТ НВП «Сатурн», засновником і керівником якого був Володимир Алфеєв, встановлено гранітну меморіальну дошку.